# Combo Record
La Combo Record, nota anche come Società Trevisan Combo Record o Combo, è stata una casa discografica italiana, attiva negli anni sessanta e settanta del XX secolo.

## Storia
La Combo venne fondata dal discografico Mario Trevisan nel 1958, dopo il suo abbandono dalla Fonit a seguito dell'unione con la Cetra; tra i soci vi era inoltre Gorni Kramer.
La sede dell'etichetta era dapprima in corso Europa 16, e poi in via san Martino 5/7 a Milano; tra gli arrangiatori che lavoravano con la Combo è particolarmente noto il chitarrista jazz Mario Trama, autore di alcuni manuali didattici per la chitarra.
Anche se, soprattutto alla fine degli anni sessanta, era specializzata nel riproporre cover di canzoni famose eseguite da gruppi sconosciuti, la Combo scoprì e lanciò anche alcuni artisti di un certo rilievo, come Riz Samaritano, Noris De Stefani, Matteo Salvatore, Manuel Canela, Tony Renis e I Gufi; inoltre incisero per l'etichetta Cristina Jorio e i Trolls di Pino Scarpettini.
Tra le manifestazioni e i festival a cui ha partecipato sono da ricordare l'edizione del 1959 del Festival di Sanremo, in cui partecipò Anna D'Amico con Così così, l'edizione di Un disco per l'estate 1964, in cui partecipò Noris De Stefani con Tu mi ascolti come un disco e l'edizione di Un disco per l'estate 1965, in cui sempre la De Stefani presentò La lalala.
Come molte altre etichette, anche la Combo provvedeva a distribuire i dischi di case discografiche minori, tra cui la R.T.Club.

## Dischi
La datazione qui riportata si basa sull'etichetta del disco o sulla copertina; qualora nessuno di questi elementi abbia una datazione, è basata sulla numerazione del catalogo; talora è, infine, basata sul codice della matrice di stampa. Se esistenti, sono riportati, oltre all'anno, il mese e il giorno (quest'ultimo dato si trova, a volte, stampato sul solco di fine traccia del vinile).

### LP
| Numero di catalogo | Anno | Interprete                                                               | Titoli                                                       |
| ------------------ | ---- | ------------------------------------------------------------------------ | ------------------------------------------------------------ |
| LP 14003           | 1966 | Freddiscotti                                                             | Complesso caratteristico Calabrese diretto da Gino Pisciotta |
| LP 14005           | 1966 | Egidio Guarino e Luciano Pepe                                            | Complesso caratteristico Calabrese diretto da Gino Pisciotta |
| LP 15012           | 1960 | Gino Corcelli                                                            | Gino Corcelli con Lele Paverani e il suo quintetto           |
| LP 15023           | 1960 | Sestetto Estrellita                                                      | One night at the Suvretta Hotel                              |
| LP 15029           | 1960 | Sestetto Estrellita                                                      | One night at Villa d'Este                                    |
| LP 20002           | 1961 | Gorni Kramer                                                             | Le celebri orchestre di Kramer                               |
| LP 20003           | 1961 | Nuto Navarrini                                                           | Viva l'operetta                                              |
| LP 20007           | 1961 | Manuel Canela                                                            | Tanghi Celebri                                               |
| LP 20011           | 1961 | Esecutori vari                                                           | Festa campestre                                              |
| LP 20013           | 1961 | Gorni Kramer                                                             | Le celebri orchestre di Kramer                               |
| LP 20015           | 1961 | I Bravados                                                               | (Miscellanea Spagna)                                         |
| LP 20022           | 1962 | Esecutori vari                                                           | Festa campestre                                              |
| LP 20042           | 1964 | Mario Da Vinci                                                           | Nostalgia di Napoli                                          |
| LP 20044           | 1964 | Gorni Kramer                                                             | Celebri tanghi                                               |
| LP 20047           | 1964 | Salvatore Di Paola                                                       | Il bandito di Montelepre                                     |
| LP 20058           | 1965 | Pino Piacentino                                                          | Buonumore                                                    |
| LP 20069           | 1965 | Carlo Baiardi                                                            | Carlo Baiardi e il suo complesso                             |
| LP 20070           | 1966 | I Gufi                                                                   | I Gufi                                                       |
| LP 20071           | 1966 | Rosella Masseglia Natali, Noris De Stefani, Tino Vailati, Mario Da Vinci | Melodie senza età                                            |
| LP 20077           | 1966 | Carlo Baiardi                                                            | Carlo Baiardi e il suo complesso                             |
| LP 20084           | 1967 | Carlo Baiardi                                                            | Souvenir di Romagna                                          |
| LP 20089           | 1967 | Carlo Baiardi                                                            | Souvenir di Romagna                                          |
| LP 20090           | 1967 | Riz Samaritano                                                           | Il mondo di noi duri                                         |
| LP 20095           | 1968 | Esecutori vari                                                           | Parata di successi                                           |
| LP 20116           | 1972 | Combos                                                                   | Popcorn                                                      |
| LP 20126           | 1973 | Carlo Baiardi                                                            | Ciao mare                                                    |
| LP 20137           | 1974 | Gorni Kramer                                                             | Il re della fisarmonica                                      |
| LP 20139           | 1974 | Riz Samaritano                                                           | Ricordando Fred...                                           |

### 45 giri - Numerazione 5xxx
| Numero di catalogo | Anno             | Interprete                                             | Titoli                                                            |
| ------------------ | ---------------- | ------------------------------------------------------ | ----------------------------------------------------------------- |
| 4142               | 195X             | Antonio Basurto                                        | Li zitelle/Unneceseme cumandamente                                |
| 4143               | 195X             | Antonio Basurto                                        | 'Nu brutto difette/Lu figlie me                                   |
| 5010               | 1958             | Gorni Kramer e i suoi Villici                          | Una notte a Granada/La samba del villaggio                        |
| 5057               | 1958             | Tony Renis e i Combos                                  | Come prima/Ti dirò                                                |
| 5058               | 1958             | Tony Renis e i Combos                                  | Prendi quella stella/Tipitipitipso                                |
| 5059               | 1958             | Mario Riva e Gorni Kramer                              | Domenica è sempre domenica/Simpatica                              |
| 5083               | 1958             | Ruggero Oppi                                           | Il bullone (dove lo metto)/Vado a Cuba                            |
| 5091               | 1958             | Tony Renis e i Combos                                  | Magic Moments/Oggi o mai più                                      |
| 5092               | 1958             | Tony Renis e i Combos                                  | Clopin clopant/Tutto è diverso                                    |
| 5093               | 1958             | Tony Renis e i Combos                                  | Prendi quella stella/Ti dirò                                      |
| 5115               | 1958             | Ruggero Oppi                                           | Storia di un amore/Lola del Golden Bar                            |
| 5138               | 1958             | Gorni Kramer                                           | L'amore m'hai dato/Non cercar (di capire l'amore)                 |
| 5139               | 22 dicembre 1958 | Anna D'Amico                                           | When/La pioggia cadrà                                             |
| 5148               | 1958             | Anna D'Amico                                           | Così... così/Tua                                                  |
| 5151               | 27 dicembre 1958 | Anna D'Amico                                           | Tu sei qui/Né stelle né mare                                      |
| 5152               | 1959             | Gino Corcelli                                          | Ti dirò/Brivido blu                                               |
| 5163               | 1958             | Anna Maria Fei                                         | Siboney/Un giorno ti dirò                                         |
| 5164               | 27 dicembre 1958 | Anna Maria Fei                                         | Per un bacio d'amor/La pioggia cadrà                              |
| 5175               | 1958             | Milan College Jazz Society                             | Tiger Rag/Down Home Rag                                           |
| 5186               | 1958             | Gino Corcelli                                          | Dimmi di sì Susanna/Auffa co' 'sto sciuffle                       |
| 5187               | 1958             | Gino Corcelli                                          | Non sei bellissima/Sei come un flipper                            |
| 5188               | 1958             | Anna Maria Fei                                         | Cantando con le lacrime agli occhi/Al chiar di luna porto fortuna |
| 5190               | 29 dicembre 1958 | The Seven Champions                                    | Canta, ridi e balla/12th street                                   |
| 5191               | 1958             | Anna D'Amico                                           | Ti lascerò/Sono timida                                            |
| 5193               | 1958             | Anna D'Amico                                           | Tanto da morire/Non baciare più nessuno                           |
| 5196               | 29 dicembre 1958 | Paolo Bacilieri                                        | Scoubidou/Nessuno al mondo                                        |
| 5197               | 29 dicembre 1958 | Paolo Bacilieri                                        | Sei tutta un pericolo/Tu (non devi farlo più)                     |
| 5198               | 29 dicembre 1958 | The Swinging Seven                                     | Chiodo fisso/Pregando in blues                                    |
| 5199               | 29 dicembre 1958 | The Swinging Seven                                     | Ritmo blu/Evanescente lady                                        |
| 5200               | 29 dicembre 1958 | The Swinging Seven                                     | Alta marea/Notturno                                               |
| 5208               | 1959             | Franco Franchi                                         | Venus/'e scalelle d'o Paradiso                                    |
| 5209               | 1959             | Franco Franchi                                         | Morir d'amor/Un'ora per amarti                                    |
| 5219               | 21 maggio 1959   | Ruggero Oppi                                           | Spacco tutto/Il duro                                              |
| 5220               | 1959             | Ruggero Oppi                                           | Stasera tornerò/Arrivederci                                       |
| 5221               | 1959             | Ruggero Oppi                                           | Cantiamo all'amore/Bella bimba                                    |
| 5222               | 1959             | Ruggero Oppi                                           | Chi è?/Guarda che luna!                                           |
| 5225               | 1959             | Alan Rose                                              | Appassionatamente/Ricordati di Napoli                             |
| 5226               | 1959             | Gorni Kramer e i suoi Musichieri                       | You Are My Destiny/Hey, Jealous Lover                             |
| 5227               | 1959             | Alan Rose                                              | Poema/Russian Lullaby                                             |
| 5228               | 1959             | Paolo Bacilieri                                        | Concertino/Scritto                                                |
| 5229               | 1959             | Franco Franchi                                         | Arrivederci/I Sing "Ammore"                                       |
| 5230               | 1959             | Franco Franchi                                         | Si Je N'Avais Plus/Le Mur                                         |
| 5231               | 1959             | Paolo Bacilieri e i Combos                             | Lentischi e fichi d'india/Cow-Boy                                 |
| 5232               | 1959             | I Gondolieri                                           | Concertino/Gli zingari                                            |
| 5237               | 1959             | Gorni Kramer e i suoi Musichieri                       | Mio zio/Non cercar (di capir l'amore)                             |
| 5248               | 1959             | Anna D'Amico                                           | Così...così/Tua                                                   |
| 5256               | 1959             | Gorni Kramer e la sua orchestra, canta Paolo Bacilieri | Serenella/Fatalona                                                |
| 5265               | 1959             | Nuccia Bongiovanni                                     | Non c'è sabato senza sole/Ero una pecorella nera                  |
| 5267               | 1959             | Gino Corcelli                                          | Forte forte/Nel ballare...                                        |
| 5268               | 1959             | Rosella Masseglia Natali                               | Quando la luna/Primo fiore                                        |
| 5269               | 1959             | Rosella Masseglia Natali                               | Tutto/Più di così                                                 |
| 5270               | 1959             | Franco Franchi                                         | Deliziosa/Ora che ho te                                           |
| 5271               | 1959             | Franco Franchi                                         | Desiderabile/Un giorno fa...                                      |
| 5272               | 1959             | Franco Franchi                                         | Un segreto/Love in Portofino                                      |
| 5277               | 1959             | Franco Franchi                                         | Telefono che squilla/Destino                                      |
| 5278               | 11 giugno 1959   | Pippo Starnazza                                        | Ya, Ya/T'ho voluto bene                                           |
| 5282               | 1959             | Henry Marrese                                          | Dentro di me/Estate in Italia                                     |
| 5291               | 1959             | Victor Celli                                           | Ghiaccio/Lasciati baciare                                         |
| 5293               | 1959             | Victor Celli                                           | Mi Delirio/El Bodeguero                                           |
| 5309               | 1959             | Ivana Cosetta                                          | Sei tanto bello/Diversamente                                      |
| 5310               | 1959             | Ivana Cosetta                                          | Il nostro segreto/Il tuo nome                                     |
| 5316               | 1959             | Riz Samaritano                                         | Cadavere spaziale/Tango assassino                                 |
| 5338               |                  | Laura Flores con Aldo Salvi e i 5 Astor                | Salutiamoci/Resta così                                            |

### 45 giri - Numerazione 10xx
| Numero di catalogo | Anno            | Interprete                                       | Titoli                                       |
| ------------------ | --------------- | ------------------------------------------------ | -------------------------------------------- |
| 1002               | 12 ottobre 1958 | The Rockets (sul lato A)/Sam Knoble (sul lato B) | Five Months, Two Weeks, Two Days/Palace Jump |
| 1003               | 22 ottobre 1958 | André Dubonnet                                   | Top Hit Potpourri                            |
| 1011               | 28 ottobre 1958 | Ray Ventura                                      | The orange Jaffa/The golden striker          |
| 1012               | 28 ottobre 1958 | The Voxpoppers                                   | A blessing After All/Can't Understand It     |

### 45 giri - Numerazione 25xx
| Numero di catalogo | Anno             | Interprete       | Titoli                                |
| ------------------ | ---------------- | ---------------- | ------------------------------------- |
| 2503               | 28 novembre 1958 | Lori e Carl Ford | 24 hours a day/We've Got A Secret     |
| 2504               | 30 novembre 1958 | Mel Garrett      | When I go home/Cookie Cookie          |
| 2507               | 12 dicembre 1958 | Jerry South      | In the palm of your hand/Unbelievable |

### 45 giri - Numerazione a tre cifre
| Numero di catalogo | Anno            | Interprete                                             | Titoli                                                     |
| ------------------ | --------------- | ------------------------------------------------------ | ---------------------------------------------------------- |
| 151                | 1960            | Gino Corcelli                                          | Benvenuta/Innamoratissimo                                  |
| 152                | 1960            | Gino Corcelli                                          | You and me, innamorati/Ubriaco di musica                   |
| 154                | 1961            | Rosella Masseglia Natali                               | Cu-cu-rru-cu-cu paloma/Sogno se mi guardi                  |
| 155                | 1961            | Franco Franchi                                         | Ogni giorno/Non dirlo a nessuno                            |
| 159                | 1961            | Rosella Masseglia Natali                               | Uno a te, uno a me/O pensiero                              |
| 160                | 1961            | Rosella Masseglia Natali                               | El soldado de levita/Muchas gracias                        |
| 161                | 1961            | Gino Corcelli                                          | Ju-Ju Juliette/Eccola                                      |
| 162                | 1961            | Gino Corcelli                                          | Allegramente/Non scordare signorina                        |
| 163                | 1961            | Gino Corcelli                                          | Baci a go-go (Let's go)/Buon viaggio amore                 |
| 164                | 1961            | Rosella Masseglia Natali con Kramer e la sua orchestra | Buon Natale all'italiana/Credo nel Paradiso                |
| 165                | 1961            | Gino Corcelli                                          | E' mia la notte/Mi sento solo                              |
| 166                | 1961            | Rosella Masseglia Natali con Kramer e la sua orchestra | Come il fiume/Sera d'inverno                               |
| 172                | 31 agosto 1961  | Riz Samaritano                                         | Tango vigliacco/Tango dell'evaso                           |
| 174                | 1961            | Cristina Jorio                                         | Ballata del pover'uomo/Ballata dell'uomo ricco             |
| 175                | 1961            | Tonino D'Ischia e i Forestieri                         | Marechiare/Nun turnà                                       |
| 176                | 1961            | Tonino D'Ischia e i Forestieri                         | Tutta pe' mme/Scetate                                      |
| 177                | 1961            | Gino Corcelli                                          | Rose per l'amore/Il nostro giorno                          |
| 178                | 1961            | Gino Corcelli                                          | Calmo/Lacrime di cera                                      |
| 179                | 1961            | Luciano Zuccheri                                       | Come sinfonia/Al di là                                     |
| 181                | 1961            | Gino Corcelli                                          | Il mondo di Suzie Wong/La bambina di New York              |
| 182                | 1961            | Riz Samaritano                                         | Il carciofo/La grana                                       |
| 183                | 1961            | Riz Samaritano                                         | Così no/Vigliacca!                                         |
| 184                | 1961            | Cristina Jorio                                         | Tango della gelosia/La mazurca della nonna                 |
| 185                | 1961            | Gino Corcelli                                          | Fragile/Little Girl                                        |
| 186                | 1961            | Rosella Masseglia Natali                               | Soldi soldi/M'ha baciato                                   |
| 187                | 1961            | Rosella Masseglia Natali                               | Pollo e champagne/Cha cha China                            |
| 188                | 1961            | Gino Corcelli                                          | Mia di me/Neve al chiaro di luna                           |
| 189                | 1961            | Gino Corcelli                                          | Svegliati amore/Cha cha cha romano                         |
| 191                | 1962            | Tonino D'Ischia e i Forestieri                         | Marechiare/Scetate                                         |
| 194                | 1962            | Riz Samaritano                                         | Un fiasco/Karakiri                                         |
| 195                | 1962            | Riz Samaritano                                         | Non seccatemi/Donna vampiro                                |
| 196                | 1962            | Tonino D'Ischia e i Forestieri                         | Salsedine/Ballando core a core                             |
| 197                | 1962            | Tonino D'Ischia e i Forestieri                         | Musica maestro/Piangere per te? Non più                    |
| 199                | 1962            | Rosella Masseglia Natali                               | Gelosia/Ciribiribin                                        |
| 200                | 1962            | Rosella Masseglia Natali                               | Tango delle capinere/Fino all'ultimo respiro               |
| 201                | 1962            | Riz Samaritano                                         | Cha cha cha dell'impiccato/Tango bugiardo                  |
| 202                | 1962            | Riz Samaritano e i suoi Gangster                       | I Cornuti/Disperato Tango                                  |
| 203                | 1962            | Riz Samaritano e i suoi Gangster                       | Mi voglio rovinare/Cannibale d'amore                       |
| 206                | 1962            | Riz Samaritano                                         | Tango del mitra/Balorda                                    |
| 209                | 1962            | Noris De Stefani                                       | Il bongo del cha cha/Vieni con me                          |
| 212                | 1962            | Riz Samaritano                                         | Tango della cambiale/L'inferno                             |
| 213                | 1962            | Riz Samaritano                                         | Sei un pollo/Gangsters                                     |
| 214                | 1962            | Riz Samaritano                                         | Il magnaccio/Non scherzare col fuoco                       |
| 217                | 1962            | Cristina Jorio                                         | La mazurca di mio nonno/Perché non telefoni più            |
| 220                | 1962            | Cristina Jorio                                         | Salomé/La mazurca di Carolina                              |
| 222                | 1962            | Cristina Jorio                                         | Festa in famiglia/La quadriglia di famiglia                |
| 231                | 1962            | Tonino D'Ischia e i Forestieri                         | Serenata caprese twist/Una valigia di sogni                |
| 232                | 1962            | Tonino D'Ischia e i Forestieri                         | Monica/Il nostro film                                      |
| 235                | 1962            | Riz Samaritano                                         | Anche i "duri" sanno piangere/T.T. Twist tango             |
| 236                | 1962            | Riz Samaritano                                         | Ecco fatto!/Bevo                                           |
| 239                | 1962            | Riz Samaritano                                         | I bidoni/Il buco                                           |
| 240                | 1962            | Riz Samaritano                                         | Tango del disoccupato/Ero un dritto                        |
| 248                | 1962            | Rosella Masseglia Natali                               | Violetera/Lolita di Siviglia                               |
| 250                | 1962            | Noris De Stefani                                       | Twist tango/È finita                                       |
| 255                | 1962            | Riz Samaritano                                         | Tango della ghigliottina/Riservato                         |
| 256                | 1962            | Riz Samaritano                                         | Feroce tango/La bomba                                      |
| 257                | 1962            | Riz Samaritano                                         | Rudy tango/Scusami Fred                                    |
| 258                | 1962            | Riz Samaritano                                         | Raganella twist/Il buco                                    |
| 264                | 1962            | Matteo Salvatore                                       | Lu vecchio/Carmela                                         |
| 265                | 1962            | Matteo Salvatore e Adriana Doriani (solo sul lato A)   | Azzicchete a me/Il mercato                                 |
| 268                | 1962            | Matteo Salvatore                                       | La terra di nessuno/E corri ciuccio mio!                   |
| 270                | 1962            | Riz Samaritano                                         | Tango dello spaccone/Tango duro                            |
| 271                | 1962            | Matteo Salvatore e Adriana Doriani                     | Zingarella/Lu dui botte                                    |
| 272                | 1962            | Matteo Salvatore                                       | U mamme lu zite mo vene/Nu sciami a mete u grane d'or      |
| 274                | 1962            | Matteo Salvatore                                       | La nuova bicicletta n° 2/La sposa sfunneta                 |
| 277                | 1962            | Rita Velli                                             | Miniera/Bolero                                             |
| 279                | 3 novembre 1962 | I Kronos                                               | Chariot/Lolita ya-ya                                       |
| 282                | 1962            | Noris De Stefani                                       | Malaguena/Addio pampa mia                                  |
| 285                | 1962            | Balducci, Pierpont, Nomen, Mildred, Hill               | Jingle bells/Tanti auguri a te                             |
| 290                | 1962            | Riz Samaritano                                         | Johnny Vitamina/Stasera pago io                            |
| 294                | 1962            | Matteo Salvatore                                       | Zi Duminico/Le nozze della Giannina                        |
| 295                | 1962            | Matteo Salvatore                                       | L'anguilla/Girotondo pugliese                              |
| 296                | 1962            | Matteo Salvatore                                       | Petto tonno/Il fango e lu traino                           |
| 298                | 1962            | The Rangers                                            | Telstar/Tahiti twist                                       |
| 299                | 1962            | Rosella Masseglia Natali                               | Tango delle capinere/Ciribiribin                           |
| 300                | 1963            | Lello Tristano                                         | Mai (Never)/Mai prima d'ora                                |
| 305                | 1963            | Noris De Stefani                                       | Cambiati la faccia/È calato il sipario                     |
| 307                | 1963            | Mario Da Vinci                                         | Tutt'e ssere/Busciardella                                  |
| 308                | 1963            | Mario Da Vinci                                         | Mierolo affurtunato/Giuvenuttiello                         |
| 319 (disco tris)   | 30 aprile 1963  | Tina Franzi e Alberto Redi                             | Pigro pomeriggio/Vieni a sciare con me/Un piccolo usignolo |
| 320                | 1963            | Gianna                                                 | Bocce e barbera/La ballata dell'impiccato                  |
| 322                | 1963            | Anna Silvan                                            | Notte senza luna/Mattinata fiorentina                      |
| 323                | 1963            | Noris De Stefani                                       | Tre settimane/Senor                                        |
| 327                | 1963            | Tino Vailati                                           | La signora di trent'anni fa/Come le rose                   |
| 336                | 1963            | Noris De Stefani                                       | Son cattiva/Attimi d'amore                                 |
| 337                | 1963            | Johnny Baldini & i Riders                              | Stessa spiaggia, stesso mare/Baci                          |
| 339                | 1963            | Noris De Stefani                                       | Amore vuole, vuole amore/Tre settimane                     |
| 342                | 1963            | Johnny Baldini & i Riders                              | Che me ne faccio del latino/Se mi perderai                 |
| 344                | 1963            | Mario Da Vinci                                         | 'a zingara d'e rrose/Ll'amico 'e core                      |
| 345                | 1963            | Mario Da Vinci                                         | Oro niro/Vocca 'e rose                                     |
| 346                | 1963            | Mario Da Vinci                                         | Malia/Oro niro                                             |
| 347                | 1963            | Silvana Fioresi                                        | Giovanni e il cow-boy/La piccinina                         |
| 348                | 1963            | Tino Vailati                                           | Cara piccina/Spazzacamino                                  |
| 349                | 1963            | Tino Vailati                                           | Fili d'oro/Creola                                          |
| 354                | 1963            | Noris De Stefani                                       | Giorni verdi/Cambiati la faccia                            |
| 355                | 1963            | Johnny Baldini & i Riders                              | I Cheyenne/Yes                                             |
| 356                | 1963            | Johnny Baldini & i Riders                              | La ballata della Juve/Yes                                  |
| 357                | 1963            | Tony Scala                                             | Si, Si, Simona/Stasera sei più bella                       |
| 369                | 1963            | Matteo Salvatore                                       | Era scritto così/Carolina                                  |
| 370                | 1963            | Matteo Salvatore e Adriana Doriani (solo sul lato A)   | Io te do tu me dai/Chi vo' prova' l'amore                  |
| 371                | 1963            | Matteo Salvatore                                       | La vedova de lu vecchio/La morte di Genoveffa              |
| 373                | 1963            | Aura GG e gli Atlantici                                | Ballo da sola/Vai dove vuoi                                |
| 375                | 1963            | Mario Da Vinci                                         | Tu nun si' mamma/Nun ce và 'sta varca a mare               |
| 376                | 1963            | Mario Da Vinci                                         | Parole inutili/?o figlio d' 'a Madonna                     |
| 377                | 1963            | Mario Da Vinci                                         | Roma nun fa' la stupida stasera/Ciumachella de Trastevere  |
| 378                | 1963            | Johnny Baldini & i Riders                              | Tu che vivi di lui/Marika                                  |
| 380                | 1963            | Matteo Salvatore                                       | I pettegolezzi della vecchia/Il banditore                  |
| 381                | 1963            | Matteo Salvatore                                       | Lu limone/Maria Nicola                                     |
| 382                | 1963            | Mario Da Vinci                                         | Canzone appassiunata/'o marenariello                       |
| 383                | 1963            | Mario Da Vinci                                         | 'a canzone 'e Napule/Torna Maggio!                         |
| 384                | 1963            | Mario Da Vinci                                         | Mandulinata a Napule/Ll'arte d' 'o sole                    |
| 385                | 1963            | Mario Da Vinci                                         | L'addio/Qui fu Napoli!                                     |
| 386                | 1963            | Mario Da Vinci                                         | Napule bello!/'a serenata 'e Pulicenella                   |
| 387                | 1963            | Mario Da Vinci                                         | Tarantella internazionale/Io' na chitarra e 'a luna        |
| 391                | 1963            | Gianna                                                 | La vendemmia dell'amore/Un giorno                          |
| 392                | 1963            | Gianna                                                 | Mamma, dammi cento lire/Pensavi a un altro                 |
| 395                | 1964            | Riz Samaritano                                         | Ramona/Prima che la notte finisca                          |
| 397                | 1964            | Mario Da Vinci                                         | Russulella/L'appuntamento                                  |
| 402                | 1964            | Noris De Stefani                                       | Corro da te/La prima domenica                              |
| 403                | 1964            | Noris De Stefani                                       | Tu mi ascolti come un disco/Se mi bacerai questo inverno   |
| 404                | 1964            | Johnny Baldini & i Riders                              | Se tu vuoi così/Skokiaan                                   |
| 409                | 1964            | Lidia Lidy e i Combos                                  | Amor dammi quel fazzolettino/Rosso corallo                 |
| 410                | 1964            | Matteo Salvatore                                       | Teresa vò lu cefalo/La socera a li zi Peppe                |
| 411                | 1964            | Matteo Salvatore                                       | Cuncettina/Un pugliese a Roma                              |
| 412                | 1964            | Matteo Salvatore                                       | Lu litigio/Lu frocio                                       |
| 413                | 1964            | Matteo Salvatore                                       | La nascita/La morte traditrice                             |
| 414                | 1964            | Matteo Salvatore                                       | La bicicletta n° 4/Brutta cafona                           |
| 418                | 1964            | Adriano Valle e Gabriella Piccinini                    | Piemontesina/Reginella campagnola                          |
| 419                | 1964            | Mario Da Vinci                                         | Cercame/Figlio d' 'o mare                                  |
| 420                | 1964            | Mario Da Vinci                                         | 'a tuvaglia d' 'o barbiere/E' figlia a mme                 |
| 424                | 1964            | Johnny Baldini                                         | Ciao e buondì/Caro amico mio                               |
| 426                | 1965            | Mario Da Vinci                                         | Rosa 'nfamità/Scuordete 'e me                              |
| 427                | 1965            | Mario Da Vinci                                         | Freva/L'urdemo desiderio                                   |
| 438                | 1965            | Mario Da Vinci                                         | Pe tte 'sto carcerato/Carceratiello 'nnammuratu            |
| 439                | 1965            | Mario Da Vinci                                         | Guaglione mio/Tu si' nu raggio 'e sole                     |
| 440                | 1965            | Mario Da Vinci                                         | Io t0'ho incontrata a Napoli/Buonu figlio                  |
| 441                | 1965            | Mario Da Vinci                                         | Nun te perdere/Cchiu bella de' rrose                       |
| 448                | 1965            | Johnny Baldini e i suoi Riders                         | Amici miei/Ti credo                                        |
| 456                | 1965            | Mario Da Vinci                                         | Scuordete 'e me/Figlio d' 'o mare                          |
| 457                | 1965            | Mario Da Vinci                                         | O girasole/Dolce dormire                                   |
| 485                | 1965            | Noris De Stefani                                       | Due come noi/Sei come me                                   |

### 45 giri - Numerazione a quattro cifre
| Numero di catalogo | Anno            | Interprete                                                            | Titoli                                                                 |
| ------------------ | --------------- | --------------------------------------------------------------------- | ---------------------------------------------------------------------- |
| 4001               | 1964            | Maria Clementina con Don Diego e il suo complesso                     | Cumpagna 'e core/'nsiemme a tte                                        |
| 4004               | 1964            | Maria Clementina con Don Diego e il suo complesso                     | Con un sorriso/Balliamo il tamouré                                     |
| 4028               | 1964            | Mafalda Francesi                                                      | Soltanto così/Mi piace il surf                                         |
| 4047               | 1964            | Piero Valli                                                           | Voce 'e notte/Funiculì Funiculà                                        |
| 4049               | 1964            | Mafalda Francesi                                                      | Un ragazzo come te/Se mi vuoi baciare                                  |
| 4064               | 1965            | Carlo Baiardi                                                         | Elviro/Marco                                                           |
| 4070               | 1966            | Complesso caratteristico Calabrese diretto da Gino Pisciotta          | 'A Cattivella/U Giuviniellu                                            |
| 4071               | 1966            | Complesso caratteristico Calabrese diretto da Gino Pisciotta          | Amuri Amuri/'A Mancanzella                                             |
| 4072               | 1966            | Complesso caratteristico Calabrese diretto da Gino Pisciotta          | U viecchiu e ra giuvivi/Ora mi fazzu zita                              |
| 4073               | 1966            | Complesso caratteristico Calabrese diretto da Gino Pisciotta          | Stornelli Calabresi/ Lu 'Nguaiatu                                      |
| 4074               | 1966            | Complesso caratteristico Calabrese diretto da Gino Pisciotta          | A Bella ca passa/Picchi m'ha lassatu                                   |
| 4075               | 1966            | Complesso caratteristico Calabrese diretto da Gino Pisciotta          | 'Nu vasillo piccirillu/M'haiu sonnatu lu tesoru                        |
| 4089               | 1966            | Adriano Cecconi                                                       | Firenze così / La Festa del Grillo                                     |
| 4090               | 1966            | Adriano Cecconi                                                       | Girotondo fiorentino (1ª e 2ª parte)                                   |
| 4102               | 1965            | Carlo Baiardi                                                         | Marcellino/Frenetica                                                   |
| 4136               | 1966            | Adriano Cecconi                                                       | Valzer della povera gente / Porta un bacione a Firenze                 |
| 4138               | 1966            | Adriano Cecconi                                                       | In riva all'Arno / Firenze sogna                                       |
| 4139               | 1966            | Adriano Cecconi                                                       | Fiorentina / Mattinata fiorentina                                      |
| 4141               | 1966            | Adriano Cecconi                                                       | Calendimaggio/Vieni a Firenze                                          |
| F 5380             | 1964            | Rocco Bandera                                                         | Evviva la torre di Pisa/Rosamunda                                      |
| 5549               | 1964            | Manuel Canela                                                         | Feroce tango/L'allegro roccanroll                                      |
| 5605               | 1964            | Manuel Canela                                                         | Violino tzigano/Violetera                                              |
| 5658               | 1965            | Privitera e il suo complesso                                          | Votivinni di ccà/Quantu è beddu lu me sceccu                           |
| 5682               | 1966            | Mazzitelli                                                            | Cchi cci ha patutu?/Vota pagina, Nicò                                  |
| 5685               | 1966            | Mazzitelli                                                            | Santerella/Dammi furtuna e jettami a mari                              |
| 5626               | 1964            | The Rangers                                                           | One dozen roses/Mockingbird                                            |
| 5726               | 27 gennaio 1964 | Pippo Maugeri                                                         | Hully-gully coccodè/Leru leru tamouré                                  |
| 5738               | 1966            | Gino Pisciotta                                                        | Tempo di serenate/ Piacevole tango                                     |
| 5739               | 1966            | Gino Pisciotta                                                        | Incantesimo Tango/Luzzitanella                                         |
| 5740               | 1966            | Freddiscotti/Pisciotta                                                | I stornelli i 'na vota/Ballamu a tarantella                            |
| 5741               | 1966            | Freddiscotti/Pisciotta                                                | Tarantella guappa/Ballamu a tarantella                                 |
| 5742               | 1966            | Mazzitelli                                                            | Gioia Ninnella/Bambinella                                              |
| 5743               | 1966            | Mazzitelli                                                            | I cunzigli di za rosa/Stornelli scattagnusi                            |
| 5744               | 1966            | Mazzitelli                                                            | Alla Madonna della Sambucina                                           |
| 5745               | 1966            | Lombardi                                                              | Giojuzza di lu cori/Pasquali' nun T'arraggiare                         |
| 5746               | 1966            | Silvana e Mazzitelli                                                  | Lu cacciaturu di la muntagna/Marituma vasciu, vasciu                   |
| 5782               | 1964            | Lino Brandi e i Ruthuard                                              | Quanto durerà?/È spuntata una lacrima                                  |
| 7001               | 1965            | Noris De Stefani                                                      | La lalala/Disinnamorarmi                                               |
| 7003               | 1965            | Mario Da Vinci                                                        | 'e suonne restano/Sartulella senza core                                |
| 7004               | 18 giugno 1965  | I Gufi                                                                | Orango tango/Il gattone deluso                                         |
| 7005               | 5 gennaio 1966  | I Gufi                                                                | Il Mario mama/Ho preso un granchio                                     |
| 9031               | ---             | Egidio Guarino / Luciano Pepe / Maria Luisa Iannuzzi                  | Ccu trenta carrìni m'accattai na vigna / Stornelli cusintini           |
| 9032               | ---             | Egidio Guarino con Compl. caratt. calabrese diretto da Gino Pisciotta | 'A storia di Pierina (1ª e 2ª parte)                                   |
| 9045               | 1964 ?          | Lidia Lidy                                                            | Rosa D'Atene / Il Pellegrino                                           |
| 9050               | ---             | Mirella                                                               | La bambina abbandonata nel mulino da sua madre e dal suo amante        |
| 9051               | ---             | Mirella                                                               | Il Palio di Siena / La ragazza in bicicletta                           |
| 9052               | ---             | Mirella                                                               | Una sposa all'Abetone / La luna, Caino e l'astronauta                  |
| 9053               | ---             | Mirella                                                               | I giovanotti di alcune province (1ª e 2ª parte)                        |
| 9055               | ---             | Mirella                                                               | La chitarra della Giorgia / Le ragazze di Valdera                      |
| 9056               | ---             | Mirella                                                               | Il sesso che cambia / Un giovanotto al mare                            |
| 9060               | ---             | Mirella                                                               | Il rinnovo della cambiale / I giovani e il progresso                   |
| 9061               | ---             | Mirella                                                               | La zitella principessa / La moglie comunista e il marito democristiano |
| 9062               | ---             | Mirella                                                               | La mia ragazza / L'Umbria e le sue ragazze                             |
| 9063               | ---             | Mirella                                                               | La ragazza della motoretta / La Rosina in orbita                       |
| 9064               | ---             | Mirella                                                               | La Befana / Dove sei stato a veglia                                    |
| 9065               | ---             | Mirella                                                               | Padre mio voglio marito / Il Maggio                                    |
| 9066               | ---             | Mirella                                                               | L'amore di Bastiana / La donna al volante                              |
| 9067               | ---             | Mirella                                                               | L'amico della moglie / Il marito pentito                               |
| 9068               | ---             | Mirella                                                               | L'orologio di Sofia / La Marianna                                      |
| 9069               | ---             | Mirella                                                               | La servetta / Le squadre di calcio                                     |
| 9070               | ---             | Mirella                                                               | Tragedia a Milano (1ª e 2ª parte)                                      |
| 9071               | ---             | Mirella                                                               | Come la Sora Camilla / Italia siamo tutti figli uguali                 |
| 9072               | ---             | Mirella                                                               | Traffico stradale / Voglio marito                                      |
| 9073               | ---             | Mirella                                                               | I tuoi biondi capelli / Ti chiedo scusa                                |
| 9074               | ---             | Mirella                                                               | L'amore di Bastiana / Dove sei stato a veglia                          |
| 9075               | ---             | Mirella                                                               | Il colono assassino (1ª e 2ª parte)                                    |
| 9076               | ---             | Mirella                                                               | Lettera alla mamma / Avventura nello spazio                            |
| 9077               | ---             | Mirella                                                               | Una sposa e il negoziante / Mi voglio sposare                          |
| 9078               | ---             | Mirella                                                               | La ragazza della stazione / Matrimonio per interesse                   |
| 9079               | ---             | Mirella con il Complesso Aurora e Ardito                              | Orfanella (1ª e 2ª parte)                                              |
| 9080               | ---             | Mirella e Ardito                                                      | Appendicite della straniera / Ombrellaio                               |
| 9081               | ---             | Mirella                                                               | Il topo e la figlia / Oggi ho pianto per te                            |
| 9082               | ---             | Mirella                                                               | Viva la Spagna / La bellona                                            |
| 9083               | ---             | Gino Ceccherini e Elio Piccardi                                       | La cura dell'acqua salata (1ª e 2ª parte)                              |
| 9084               | ---             | Gino Ceccherini e Elio Piccardi                                       | Contrasto poetico fra padrone e contadino (1ª e 2ª parte)              |
| 9085               | ---             | Gino Ceccherini e Elio Piccardi                                       | La vita artificiale (1ª e 2ª parte)                                    |
| 9086               | ---             | Mirella                                                               | Ritorno della sposa all'Abetone / La rosa di Marella                   |
| 9087               | ---             | Mirella                                                               | La ragazza del peccato / Gli sposini e le elezioni                     |
| 9090               | ---             | Gino Ceccherini e Elio Piccardi                                       | Minigonne e capelloni (1ª e 2ª parte)                                  |
| 9091               | ---             | Gino Ceccherini e Elio Piccardi                                       | Il giorno della colombina a Firenze (1ª e 2ª parte)                    |
| 9092               | ---             | Gino Ceccherini e Elio Piccardi                                       | La lepre e il cacciatore (1ª e 2ª parte)                               |
| 9093               | ---             | Gino Ceccherini e Elio Piccardi                                       | La chioccia (1ª e 2ª parte)                                            |
| 9094               | ---             | Gino Ceccherini e Elio Piccardi                                       | Campagnolo fiorentino (1ª e 2ª parte)                                  |
| 9095               | ---             | Gino Ceccherini e Elio Piccardi                                       | Le nozze (1ª e 2ª parte)                                               |
| 9096               | ---             | Gino Ceccherini e Elio Piccardi                                       | E sono due a rosicchiare un osso (1ª e 2ª parte)                       |
| 9097               | ---             | Gino Ceccherini e Elio Piccardi                                       | L'antico e il moderno (1ª e 2ª parte)                                  |
| 9098               | ---             | Mirella                                                               | La storia del bandito Nick l'Aretino (1ª e 2ª parte)                   |
| 9099               | ---             | Mirella                                                               | La storia del bandito Nick l'Aretino (3ª e 4ª parte)                   |
| 9100               | ---             | Mirella                                                               | La storia del bandito Nick l'Aretino (5ª e 6ª parte)                   |
| 9101               | ---             | Mirella                                                               | La storia del bandito Nick l'Aretino (7ª e 8ª parte)                   |
| 9102               | ---             | Mirella e Trio Marino                                                 | La novella dei sette fratelli / Desiderio di bimbo                     |
| 9103               | ---             | Mirella                                                               | Santa Maria Goretti (1ª e 2ª parte)                                    |
| 9104               | ---             | Mirella                                                               | Appello di madri ai rapitori (1ª e 2ª parte)                           |
| 9110               | ---             | Mirella                                                               | La palude e la Maremma / Autocritica ai cantanti                       |
| 9111               | ---             | Mirella                                                               | Le ragazze aretine / La signorina e il calabrone                       |
| 9112               | ---             | Mirella e Trio Marino                                                 | Un frate cercatore / La nostra fine                                    |
| 9113               | ---             | Mirella                                                               | La corsa dei partiti / Stornelli alle ragazze di montagna              |
| 9114               | ---             | Mirella e Trio Marino                                                 | La barbiera / Sole di maggio                                           |
| 9115               | ---             | Mirella                                                               | La mamma di chi non ha mamma (1ª e 2ª parte)                           |
| 9117               | ---             | Mirella                                                               | Fagioli e bombardamenti / Il comizio                                   |
| 9118               | ---             | Mirella                                                               | Girotondo di stornelli (1ª e 2ª parte)                                 |
| 9119               | ---             | Mirella                                                               | La sorella del curato / Girandola di allegri stornelli                 |
| 9120               | ---             | Mirella                                                               | La pastorella e il cavaliere di montagna / Rosina e il cappellone      |
| 9121               | ---             | Mirella                                                               | Le ragazze della Versilia (1ª e 2ª parte)                              |
| 9122               | ---             | Mirella                                                               | Le ragazze di Siena (1ª e 2ª parte)                                    |
| 9123               | ---             | Mirella                                                               | I giovanotti di Perugia / Rosina                                       |
| 9125               | ---             | Mirella                                                               | La suocera e la nuora / Queste tasse e imposte                         |
| 9126               | ---             | Mirella                                                               | Viaggio di nozze / L'epoca in cui viviamo                              |
| 9127               | ---             | Mirella                                                               | La pace nel mondo / Disprezzo d'amore                                  |
| 9128               | ---             | Mirella                                                               | Stornelli a disprezzo / Fontana della fortuna                          |
| 9129               | ---             | Mirella e Trio Marino                                                 | Maremma, Maremma / Barcarolo romano                                    |
| 9130               | ---             | Mirella                                                               | La Maremma è risorta in fiore / Serenata                               |

### 45 giri - Serie HP
| Numero di catalogo | Anno | Interprete                                     | Titoli                                                                          |
| ------------------ | ---- | ---------------------------------------------- | ------------------------------------------------------------------------------- |
| HP 8002            | 1967 | Riz Samaritano e i Marino's                    | Arriva la bomba/Non rompetemi i bottoni                                         |
| HP 8004            | 1968 | Annarita (lato A)/El Greco e le Mayas (LATO B) | Il volto della vita/Jackson                                                     |
| HP 8006            | 1968 | Trolls                                         | Un ragazzo che ti ama/Santo Domingo                                             |
| HP 8008            | 1968 | Shinings                                       | Hey Jude/Un angelo blu                                                          |
| HP 8009            | 1968 | Trolls                                         | Zum zum zum/Lacrime e pioggia                                                   |
| HP 8010            | 1968 | Combos                                         | Donna Rosa/Cin Cin con gli Occhiali                                             |
| HP 8013            | 1969 | Combos                                         | Scende la pioggia/Tripoli 1969                                                  |
| HP 8016            | 1969 | The Caracios Band                              | Che freddo fa/Zucchero                                                          |
| HP 8017            | 1969 | Trolls                                         | La storia di Serafino/Obla-di Obla-da                                           |
| HP 8024            | 1969 | Jim Malaga e i Combos                          | L'altalena/Simone Simonette                                                     |
| HP 8025            | 1969 | Jim Malaga e i Combos                          | Sole/Viva la vita in campagna                                                   |
| HP 8026            | 1969 | Jim Malaga e i Combos                          | Pensando a te/Cuore innamorato                                                  |
| HP 8027            | 1969 | Combos                                         | Il treno dell'amore/Primo amore                                                 |
| HP 8028            | 1969 | Combos                                         | Biancaneve/La vigna                                                             |
| HP 8031            | 1969 | Trolls                                         | Viso d'angelo/Tutta mia la città                                                |
| HP 8033            | 1969 | Trolls                                         | Straordinariamente/Rose rosse                                                   |
| HP 8037            | 1969 | Combos                                         | Lisa dagli occhi blu/Ahi le Haway                                               |
| HP 8041            | 1969 | Combos                                         | Pensiero d'amore/Non credere                                                    |
| HP 8042            | 1969 | Combos                                         | Soli si muore/Ragazzina, ragazzina                                              |
| HP 8044            | 1969 | Combos                                         | Una spina e una rosa/Amore siciliano                                            |
| HP 8046            | 1969 | Combos                                         | Oh lady Mary/Quanto ti amo                                                      |
| HP 8049            | 1969 | Combos                                         | Un uomo nasce nudo/La mia mama                                                  |
| HP 8054            | 1969 | Combos                                         | Mi ritorni in mente/Occhi neri, occhi neri                                      |
| HP 8056            | 1969 | Combos                                         | Se bruciasse la città/Se io fossi un altro                                      |
| HP 8060            | 1969 | Combos                                         | Bocca dolce/Ma chi se ne importa                                                |
| HP 8061            | 1969 | Combos                                         | Venus/Viva le donne                                                             |
| HP 8062            | 1970 | Combos                                         | La prima cosa bella/Pa' diglielo a ma'                                          |
| HP 8066            | 1970 | Combos                                         | L'arca di Noè/Hippy                                                             |
| HP 8071            | 1970 | Combos                                         | L'isola di Wight/Per te                                                         |
| HP 8072            | 1970 | Combos                                         | Tanto pe' cantà/Sei l'amore mio                                                 |
| HP 8079            | 1971 | Combos                                         | L'umanità/Midnight                                                              |
| HP 8080            | 1971 | Combos                                         | Al bar si muore/Vagabondo                                                       |
| HP 8094            | 1971 | Combos                                         | La riva bianca, la riva nera/Ti prego non scherzare con me                      |
| HP 8097            | 1971 | Combos                                         | Butterfly/Ho visto un film                                                      |
| HP 8105            | 1971 | Combos                                         | Uakadì-Uakadu/Borriquito                                                        |
| HP 8106            | 1971 | Combos                                         | Sinfonia n. 40 di Mozart - 1° Movimento / Uniti (United) Sigla dell'Eurovisione |
| HP 8112            | 1972 | Combos                                         | Il Re di Denari/I Giorni dell'Arcobaleno                                        |
| HP 8113            | 1972 | Combos                                         | Giù la testa/Djamballa                                                          |
| HP 8114            | 1972 | Combos                                         | Guitar Boogie/Bongo Boogie                                                      |
| HP 8120            | 1972 | Combos                                         | Juve Juve versione 1/Juve Juve versione 2                                       |
| HP 8123            | 1972 | Combos                                         | Viaggio di un poeta/Singapore                                                   |
| HP 8127            | 1972 | Mino Reitano e I Combos                        | L'Amore è un Aquilone/Amazing Grace (Il Gabbiano Infelice)                      |

### 45 giri in edizione speciale
| Numero di catalogo                                    | Anno | Interprete       | Titoli                  |
| ----------------------------------------------------- | ---- | ---------------- | ----------------------- |
| AET 102 (disco pubblicitario per le pentole Aeternum) | 1964 | Noris De Stefani | Aeternum twist/Le ferie |

### EP
| Numero di catalogo | Anno | Interprete                                                | Titoli                                                                          |
| ------------------ | ---- | --------------------------------------------------------- | ------------------------------------------------------------------------------- |
| F 10003            | 1958 | Manuel Canela                                             | Kiss tango/Adios muchachos/Tango del cuore/A media luz                          |
| F 10012            | 1958 | Jack la Fisa                                              | Calypso Melody/Tipitipitipso/Nel blu dipinto di blu/Tu sei del mio paese        |
| F 10024            | 1958 | Alan Rose & his Candlelight Orchestra                     | Gli indimenticabili valzer                                                      |
| F 10026            | 1958 | Tony Renis e i Combos                                     | Come prima/Prendi quella stella/Ti dirò/Tipitipitipso                           |
| F 10032            | 1959 | Ruggero Oppi e il suo quintetto - canta Otello Tabarroni  | Simpatica/Melodia d'amore/Vurria sape' pecchè/Lassame sta'                      |
| F 10033            | 1958 | Ruggero Oppi e il suo quintetto                           | Ruggero Oppi e il suo humor ritmico                                             |
| F 10034            | 1958 | Lele Paverani e il suo quintetto - canta Gino Corcelli    | Buonasera (signorina)/Diana/At The Hop/Magic Moments                            |
| F10038             | 1958 | Tony Renis e i Combos                                     | Magic Moments/Oggi o mai più/Tutto è diverso/Cloplin Cloplant                   |
| F 10051            | 1958 | Sestetto Estrellita                                       | Witch Doctor/Yes, tonight, Josephine/Oh Lola/Johnny Banjo                       |
| F 10056            | 1958 | Anna D'Amico                                              | Anna D'Amico con Kramer e i suoi Musichieri e quartetto vocale                  |
| F 10058            | 1959 | Ruggero Oppi e il suo quintetto - canta Otello Tabarroni  | O Josefin/Calypso habanero/Lola del Golden Bar/Storia di un amore               |
| F 10062            | 1959 | Anna D'Amico                                              | Anna D'Amico                                                                    |
| F 10065            | 1959 | Anna D'Amico                                              | Sanremo 1959                                                                    |
| F 10066            | 1959 | Anna D'Amico                                              | Sanremo 1959                                                                    |
| F 10097            | 1959 | Ruggero Oppi                                              | Ruggero Oppi e il suo complesso - cantano R. Oppi e O. Tabarroni                |
| F 10098            | 1959 | Ruggero Oppi                                              | Ruggero Oppi e il suo complesso - cantano R. Oppi e O. Tabarroni                |
| F 10101            | 1959 | Franco Franchi                                            | Franco Franchi                                                                  |
| F 10102            | 1959 | I 6 dell'Estrellita                                       | I 6 dell'Estrellita                                                             |
| F 10105            | 1959 | Giovanni De Martini e orchestra                           | Sao Paulo/Amore a terzine/Trumpet in the moonlight/Lady hot                     |
| F 10125            | 1960 | Franco Franchi                                            | Franco Franchi                                                                  |
| F 10142            | 1961 | Kramer e i suoi villici                                   | Balli campagnoli                                                                |
| F 10155            | 1962 | I Bravados                                                | Lady Of Spain/Rusticanella/La spagnola/Notte a Siviglia                         |
| F 10169            | 1963 | Riz Samaritano, Cristina Jorio e Rosella Masseglia Natali | Cadavere Spaziale/Tango Assassino/La mazurca della nonna/Cu-cu-rru-cu-cu Paloma |
| F 10179            | 1963 | Coro di bambine diretto da Ugo Marino                     | Tu scendi dalle stelle/Piva di Natale/Stille Nacht/Bianco Natale                |
| F 10185            | 1963 | Manuel Canela, fisarmonica e ritmi                        | Tanghi celebri                                                                  |
| F 10235            | 196X | Franco Tadini e la sua orchestra                          | Souvenir di Venezia                                                             |